# 부산진여자중학교
부산진여자중학교(釜山鎭女子中學校)는 대한민국 부산광역시 부산진구 전포동에 있는 공립 중학교이다.

## 학교 연혁
- 1953년 5월 1일 : 부산북여자중학교 설립인가를 받음
- 1953년 5월 26일 : 초대 오병욱 교장 취임, 개교(3학급)
- 1954년 3월 21일 : 부산광역시 부산진구 전포동 현 위치로 이전
- 1960년 4월 1일 : 부산진여자중학교로 개칭
- 1995년 12월 15일 : 테니스부 창단(6명)
- 2007년 11월 6일 : 시교육청지정 방과후 연구학교 발표
- 2011년 3월 1일 : 국토해양부 지정 해양교육 정책 연구학교
- 2011년 8월 24일 : 본관 건물 재건축 준공
- 2015년 5월 29일 : 인성교육 우수 프로그램 학교 선정
- 2020년 1월 27일 : 별관 홈베이스 공간 혁신
- 2025년 2월 6일 : 제71회 졸업식(5학급 128명, 총 31,267명)
- 2025년 3월 1일 : 제23대 신명식 교장 취임
- 2025년 3월 4일 : 제73회 입학식(5학급 134명)

## 참고 자료
- 부산진여자중학교 - 한국교육학술정보원 학교알리미